# الصدقة (أسلم)

تعديل مصدري - تعديل

الصدقة هي إحدى قرى عزلة أسلم الشام بمديرية أسلم التابعة لمحافظة حجة، بلغ تعداد سكانها 273 نسمة حسب تعداد اليمن لعام 2004.